# Tmarus parki
Tmarus parki är en spindelart som beskrevs av Arthur M. Chickering 1950. Tmarus parki ingår i släktet Tmarus och familjen krabbspindlar.
Artens utbredningsområde är Panama. Inga underarter finns listade i Catalogue of Life.